# Universidad Iberoamericana del Ecuador
La Universidad Iberoamericana del Ecuador , también conocida como UNIB.E, es una universidad privada de Ecuador. Nace de un proyecto en el año 2005.